# Truncatellina atomus
Truncatellina atomus е вид коремоного от семейство Vertiginidae.

## Разпространение
Видът е разпространен в Испания (Канарски острови).